# 복부대동맥류
복부대동맥류(abdominal aortic aneurysm, AAA 또는 triple A)는 복부동맥(abdominal aorta)이 직경 3cm보다 크게 확장되거나 평소보다 50% 이상 확장된 증상이다. 혈관이 파열되기 전까지 별다른 증상이 없다. 종종 복부와 등, 그리고 다리에 고통이 발생할 수 있다. 진행된 동맥류는 복부의 장기를 밀어내기 때문에 복부에서 압박이 느껴질 수 있다. 동맥파열시에는 복부와 등에서 고통이 느껴진다. 그 동안 저혈압과 의식 상실이 이어진다면 사망에 이를 수도 있다.
복부대동맥류는 가족력이 존재하는 50세 이상의 남성에게 발병하는 경우가 많다. 가족력 이외의 발병원인에는 흡연, 고혈압, 혹은 다른 심혈관계 질환이 있다. 마르판 증후군(Marfan syndrome)이나 엘러스-단로스 증후군(Ehlers-Danlos syndrome)를 가지고 있는 환자의 발병 확률이 높다. 복부대동맥류는 대동맥류의 가장 흔한 형태이다.

복부대동맥류를 예방하는 가장 좋은 방법은 금연이다. 심혈관 질병의 치료에 관심을 기울이거나 고혈압의 치료, 정상 체중의 유지가 복부대동맥류의 예방에 도움이 된다. 복부대동맥류의 원인은 대부분 현대인에게 흔히 발병하는 만성질환이기 때문에 적절한 운동과 식단 조절이 예방에 중요하다. 복부대동맥의 직경이 남성의 경우 5.5cm, 여성의 경우 5cm를 넘었거나 1년에 1cm 이상의 급격한 직경 확장이 발생할 경우 수술을 시행한다. 비록 개방 수술이지만 낮은 수술 위험성과 빨리 호전되는 증상 덕분에 입원기간이 짧은 편에 속한다.
복부대동맥류는 2~8%의 65세 이상의 남성에서 발병한다. 이에 비해서 여성의 비율은 1/4에 불과하다. 동맥류가 5.5cm 미만인 환자는 다음 년에 동맥파열 위험이 1% 미만이다. 동맥류가 5.5 ~ 7 cm 인 경우 동맥파열의 위험은 약 10% 인 반면, 동맥류가 7 cm 이상인 경우 동맥파열의 위험은 약 33%이다. 복부대동맥이 파열된다면 치사율은 85~90%이다. 복부대동맥류로 인해 1990년에는 10만 명, 2013년에는 168,200명이 사망했다.

## 징후와 증상

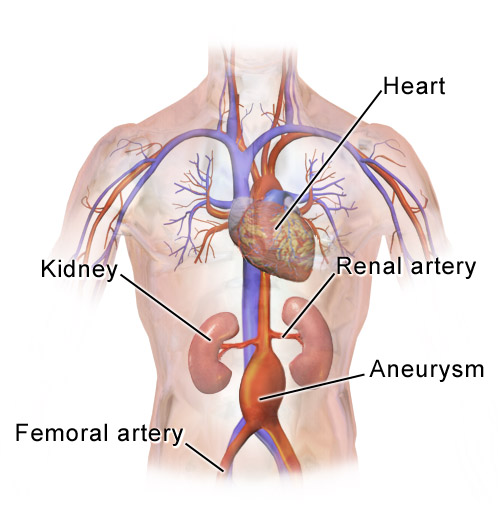
복부대동맥류 장소

대부분의 동맥류는 무증상이다. 그러나 복부대동맥류가 확장됨에 따라 통증이 심해 복부의 맥박이나 가슴, 허리, 또는 음낭의 통증을 유발할 수 있다. 따라서 파열의 위험은 증상이 있는 동맥류에서 높으며, 증상이 있는 동맥류는 수술을 해야 하는 원인이다. 합병증으로는 파열, 말초 혈관의 경화, 급성 대동맥 폐쇄 및 축착이 있다. 신장동맥이나 내장동맥에 증상이 이전될 수 있다.

### 대동맥 파열
파열된 대동맥의 징후와 증상은 허리, 옆구리, 복부 또는 사타구니에 심한 통증을 포함할 수 있다. 심장에서 직접 맥동감이 느껴지기도 한다. 대동맥 파열에 따른 출혈은 저혈압과 빠른 심박동으로 저혈량 쇼크를 일으킬 수 있으며, 의식 상실로 이어질 수 있다.
복부대동맥류 파열의 사망률은 90%에 이른다. 65 ~ 75%의 환자가 병원에 도착하기 전에 사망하고 최대 90%가 수술실에 도착하기 전에 사망한다. 출혈은 복강 내 또는 복강 내로 발생할 수 있다. 파열은 또한 대동맥과 내장 또는 대동맥과 하대 정맥 사이의 혈류 흐름을 만들 수 있다. 대동맥 동맥류 파열은 신장 결석 통증 또는 근육 관련 허리 통증으로 오인 될 수 있다.

## 원인
복부대동맥이 퇴행하는 정확한 원인은 분명하지 않다. 그러나 몇 가지 가설과 잘 정의된 위험 요소가 있다.
- 담배 흡연 : 복부대동맥류가 발병하는 하는 사람들 중 90% 이상이 흡연자이다.[14]
- 알코올 및 고혈압 : 장기간의 알코올 섭취로 인한 염증 및 치질, 식도 정맥류 및 기타 질환을 유발하는 복부종으로 인한 고혈압이 복부대동맥류의 장기적인 원인으로 간주된다.
- 유전적 영향 : 복부대동맥류는 유전적 요인의 영향이 크다. 복부대동맥류 환자의 형제 자매는 발병률이 4 ~ 6 배이며 위험도는 20 ~ 30%이다.[15]. 남성 환자에서 가장 눈에 띄는 특징은 높은 가족 유병률이다.[16] 해당 가족의 남성 구성원 중 복부대동맥류의 발병률을 높일 수 있는 정확한 유전적 결함에 대한 많은 가설이 있다. 일부 연구자들은 알파 1- 항 트립신 결핍의 영향이 중요 할 수 있다고 추측하고, 다른 연구는 이형 접합 암컷에서 낮은 발생률을 설명 할 수 있는 X- 연결된 돌연변이의 가설을 주장했다. 유전적 원인에 대한 다른 가설도 있는데, Marfan syndrome 그리고 Ehlers-Danlos syndrome과 강한 연관성을 가진다.[12]
- 죽상 동맥 경화증 : 복부대동맥류의 벽은 종종 죽상 경화성 부담을 지니기 때문에 복부대동맥류는 오랫동안 죽상 동맥 경화증으로 인한 것으로 간주되었다. 그러나, 이 가설은 초기 결함과 과정에서 관찰되는 혈관 폐쇄의 발달을 설명하는데 사용될 수는 없기 때문에 확실한 원인이 아닌 것으로 판단한다.
- 복부대동맥류의 발병의 다른 원인은 감염, 신체적 외상, 동맥염, 낭성 중간 괴사이다.[12]

## 증상
복부대동맥류는 일반적으로 신체 검사, 초음파 또는 CT로 진단된다. 복부 방사선 사진은 동맥벽이 경화되었을 때 동맥류의 윤곽을 보여준다. 그러나, 동맥류의 절반 이하의 경우에만 확인 가능하다. 초음파 검사는 동맥류를 검사하고 동맥벽의 크기를 결정하는 데 사용된다. 자유 복막액이 검출 될 수 있는데, 이는 비침습적이며 민감하다. 장이 가스가 차있거나 비만이 존재할 경우에는 자유 복막액 검출이 어려울 수 있다. CT 스캔은 동맥류에 대해 거의 100% 확신을 가지기 때문에 수술전 계획에 유용하며 외과적 혹은 순환기내과 내 치료 가능성을 설명하는데 유용하다. 파열이 의심되는 경우 복막의 후방 액을 확실하게 감지 할 수 있다. 대체 방법으로는 MRI 및 혈관 조영술이 있지만 사용하지 않는다. 동맥류는 면적 당 인장력이 국소벽 강도를 초과하면 파열된다. 그렇기 때문에 peak wall stress(PWS) 그리고 peak wall rupture risk (PWRR)는 복부대동맥류 파열 위험을 진단하기 위한 (직경보다 더 신뢰할 수 있는) 길라잡이로 판명되었다. 의료 소프트웨어는 표준 임상 CT 데이터로부터 이러한 파열 위험 지수를 계산할 수 있게하고 환자 별 복부대동맥류 파열 위험 진단을 제공한다. 이러한 유형의 생체 역학 접근법은 복부대동맥류 파열의 위치를 정확하게 예측하는 것으로 나타난다.

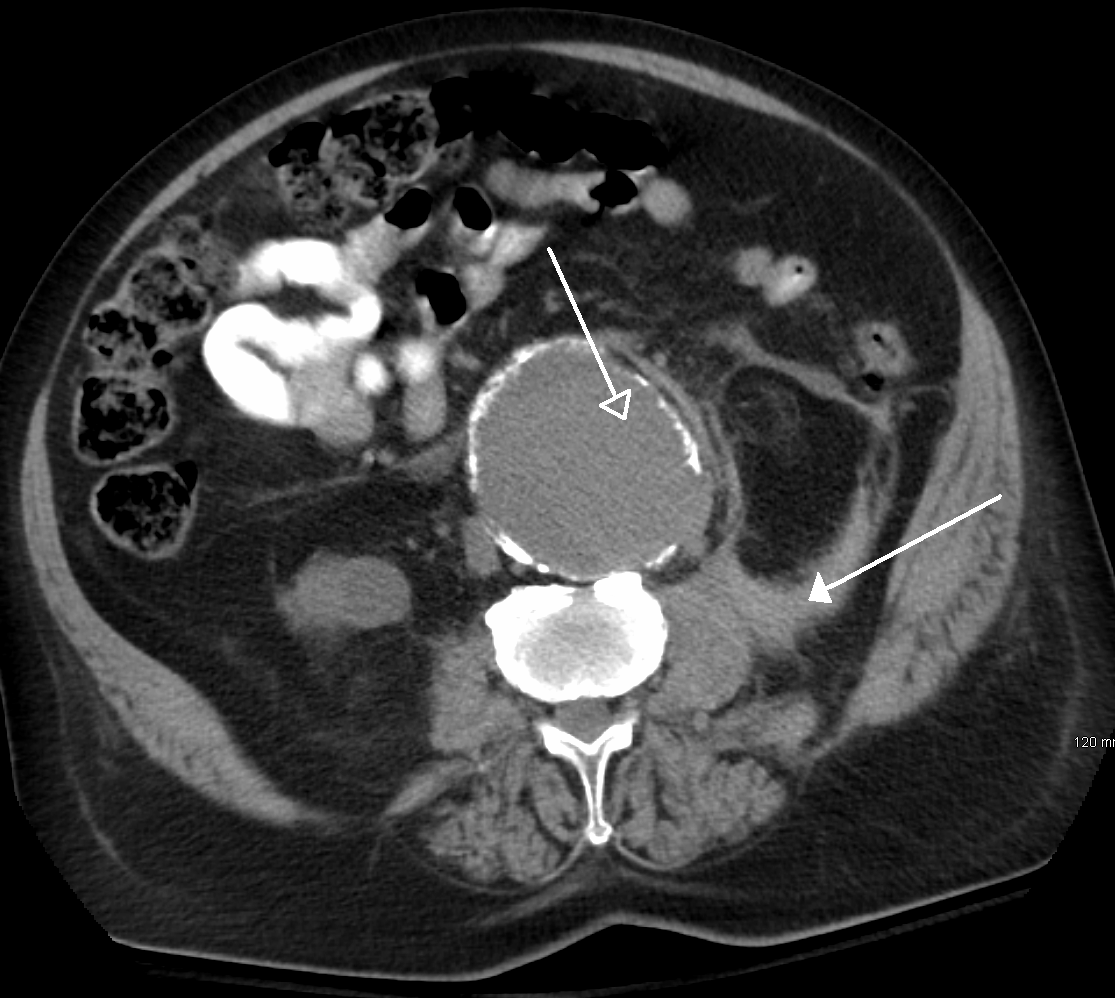
동맥류를 나타내는 (열린 화살표)가 있는 복부대동맥류 파열과 복부에서 혈액 출혈을 표시하는 (닫힌 화살표)
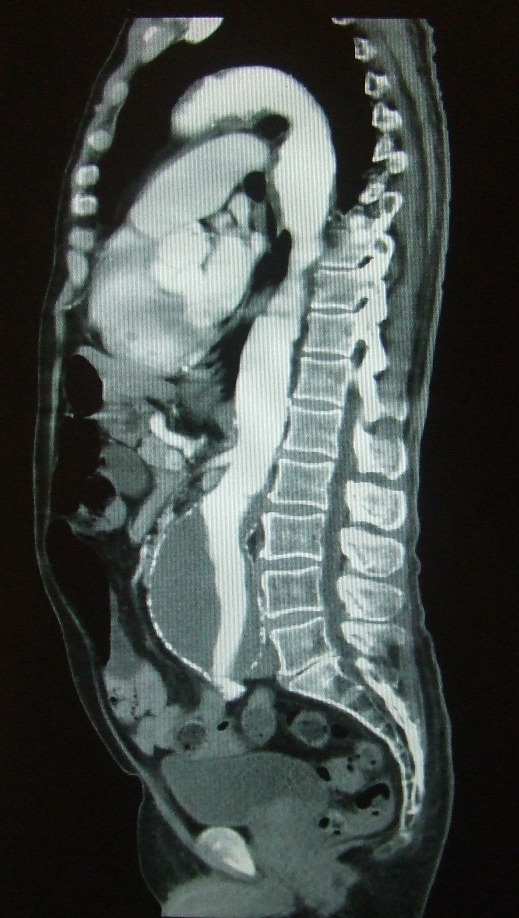
복부대동맥류의 CT 영상
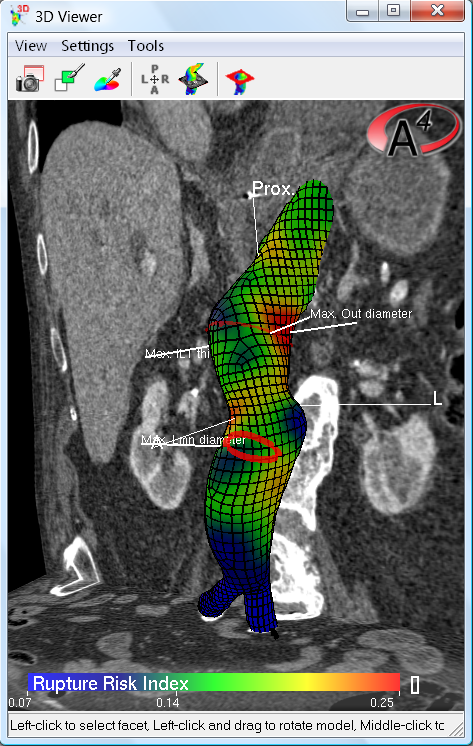
복부대동맥파열의 예측
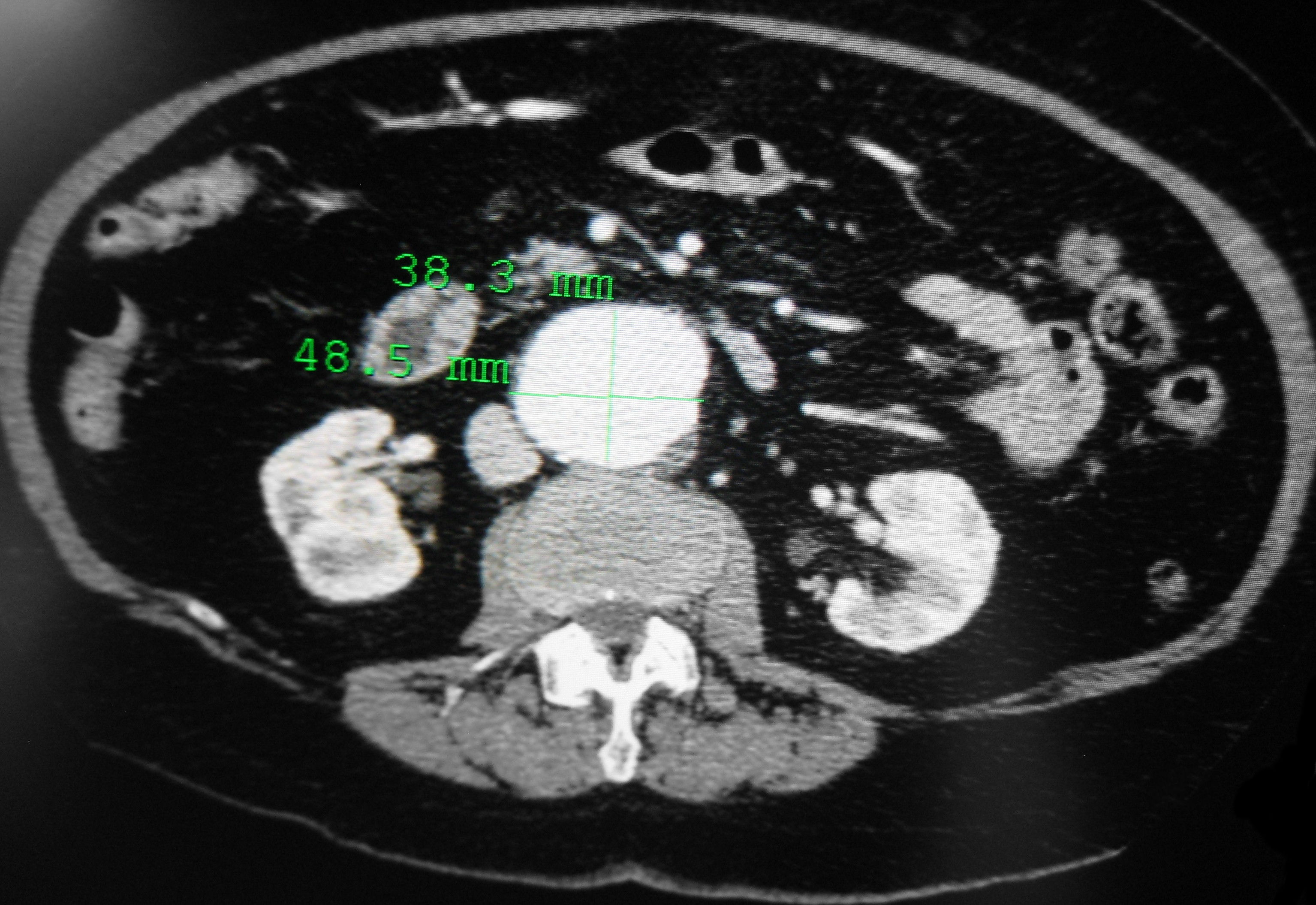
복부 대 동맥류가 4.8 x 3.8 cm 인 축상 조영 증강 CT 스캔
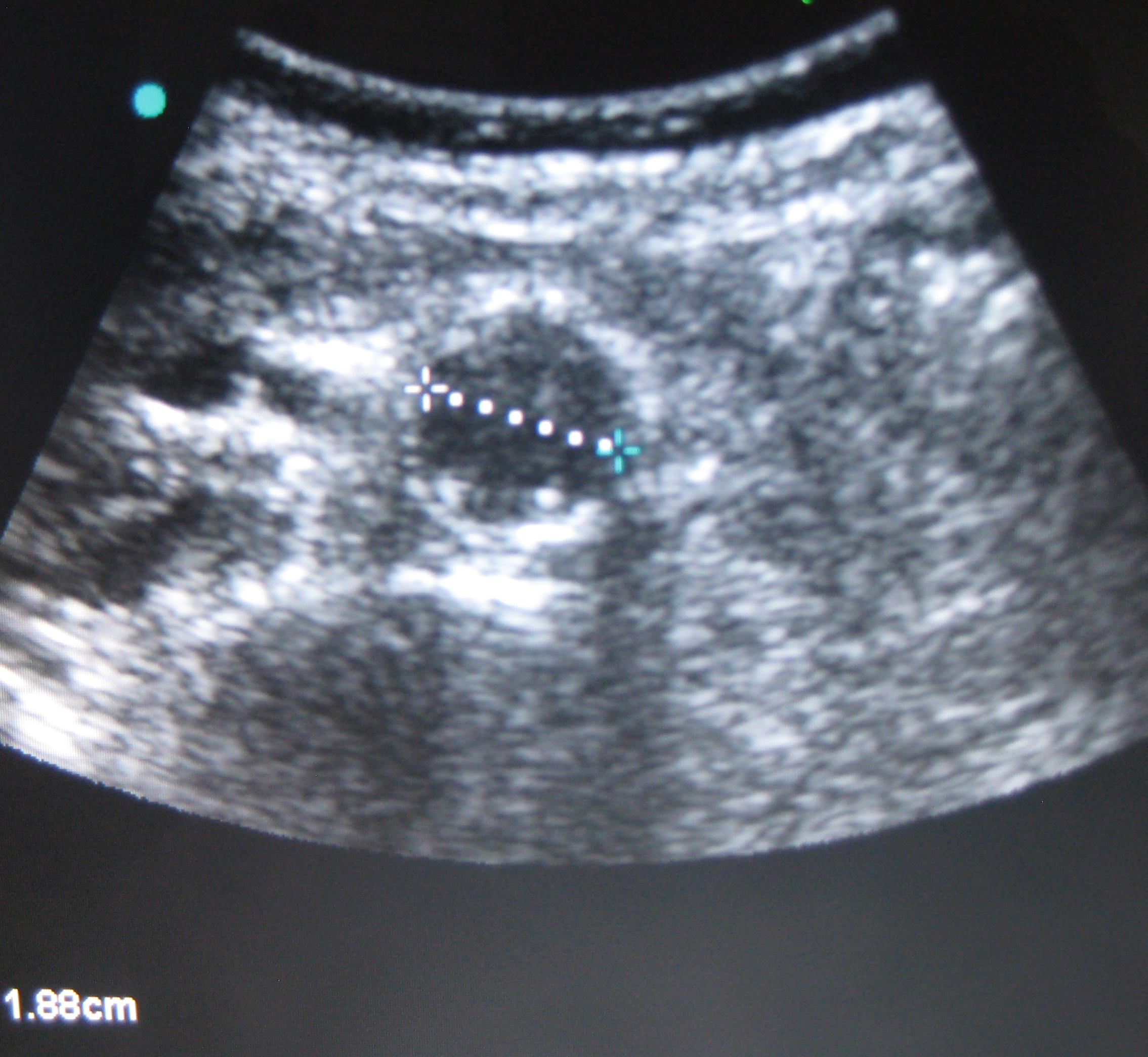
직경 1.9 cm의 정상 복부 대동맥의 초음파 이미지
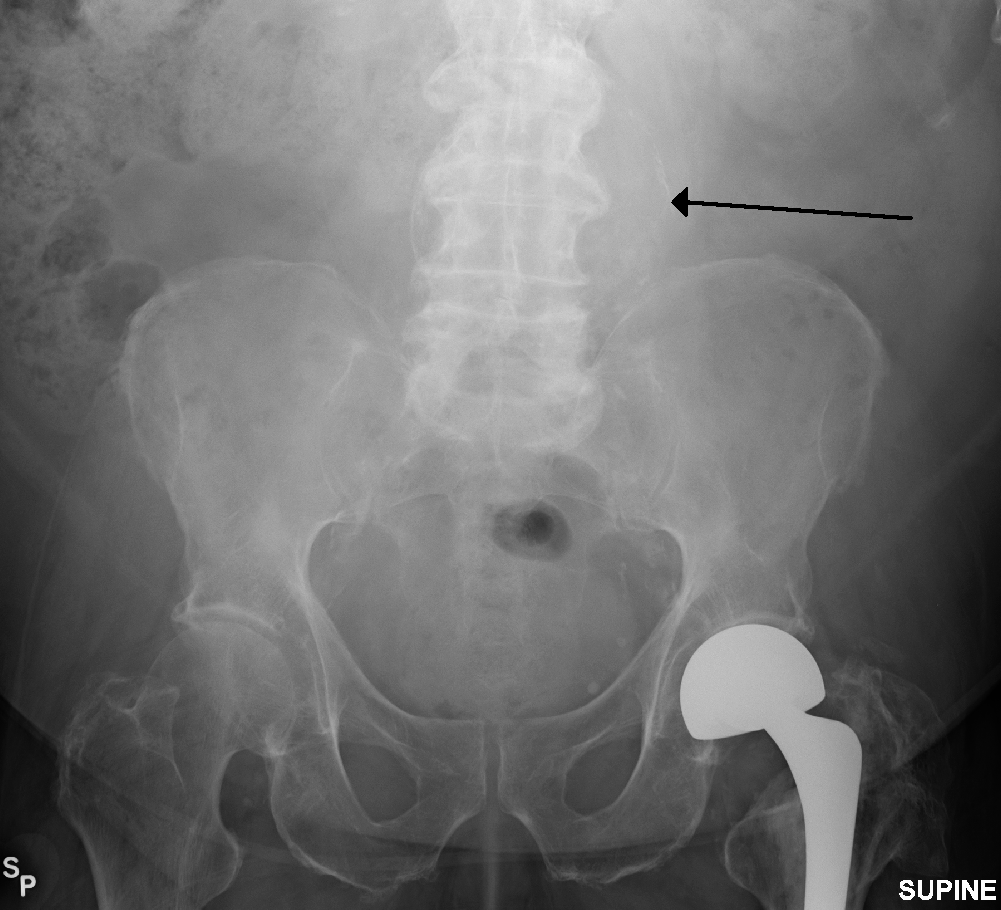
평범한 엑스레이에서 본 복부대동맥류의 석회화된 벽의 희미한 윤곽
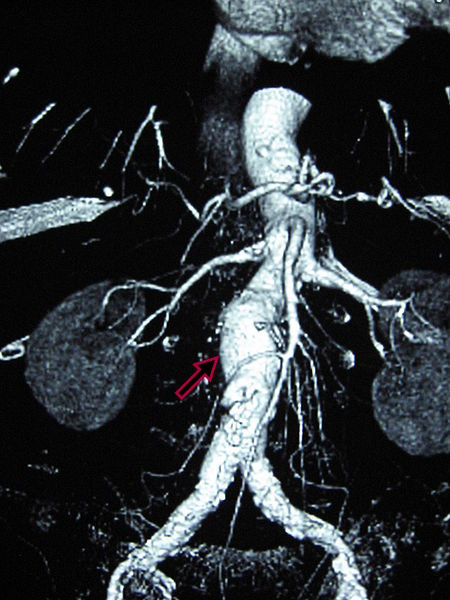
복부대동맥류(3.8cm)
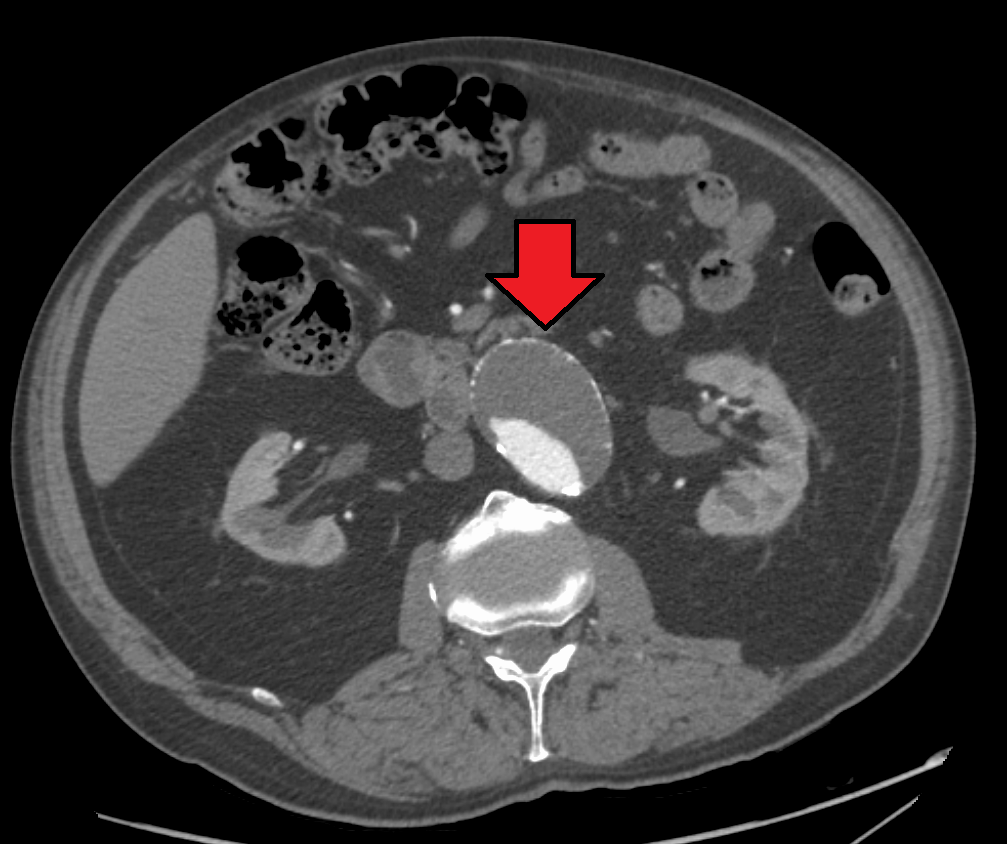
작은 혈류 면적으로 CT에서 볼 수있는 대동맥 동맥류
- 이식편 주위의 흐름으로 새는 이전에 치료된 복부대동맥류를 보여주는 초음파사진[21]

### 분류
| 약한 수축   | >3.0 cm and <3.0 cm |
| 정상        | 3.0 - 5.0 cm        |
| 심각한 확장 | >5.0 or 5.5cm       |

복부 대동맥 동맥류는 일반적으로 크기와 증상에 따라 분류된다. 동맥류는 일반적으로 대동맥의 바깥 직경이 3cm 이상이거나 평소의 50% 이상인 현상으로 정의된다. 대동맥의 정상 직경은 약 2cm이다.). 외경이 5.5cm를 초과하면 동맥류가 큰 것으로 판단한다. 파열된 복부대동맥류는 복부 통증, 쇼크 및 박동성 복부 덩어리의 3가지 요소가 있을 때 진단한다. 복부대동맥류는 파열을 나타내는 이러한 증상이 나타나면 수술 전에 추가 임상 검사가 필요 없이 곧 바로 진단할 수 있으며, 외과적인 수술을 받을 필요성이 있다. 아래 예측 진단을 보면 알겠지만, 직경으로 분류하는 복부대동맥류는 이 질병의 직관적인 이해를 돕지만 절대적으로 파열과 관련 있는 것은 아니다. 따라서 CT에서 복부 대동맥의 직경만 판단할 것이 아니라 복부 대동맥류에 대한 전반적인 정보를 알아내어, 그것에 입각한 진단을 내릴 필요성이 있다.

## 예방
- 금연
- 고혈압치료

## 검사
The U.S. Preventive Services Task Force에서 흡연경력이 있는 65세에서 70세 남성의 경우에는 초음파 영상을 활용한 검사를 권장한다. 흡연이 없는 65세에서 75세 사이의 여성에게 선별 검사가 유용하며 흡연을 한 적이없는 여성의 선별 검사에 권장되는지 여부는 확실하지 않다.
대동맥 크기가 3.0cm 이상인 환자에서 반복 초음파 검사를 시행해야 한다. 대동맥이 3.0 ~ 3.9cm인 사람은 3년마다, 4.0 ~ 4.4cm인 사람은 2년마다, 4.5 ~ 5.4cm인 경우 매년 검사를 받아야 한다.
영국에서는 65세 이상의 모든 남성에게 1회 심사가 권장된다. 하지만 대한민국에는 검진의 특별한 가이드라인이 존재하지 않는다.

## 관리
복부 대동맥류는 증상이 있으면 치료를 해야하고 증상이 없더라도 파열의 위험성이 높으면 치료를 해야한다. 모든 치료에는 위험도 동반되는데 직경이 5.5cm 이상이면 파열의 위험성이 수술의 위험성이 높다고 하여 치료 적응증의 기준으로 한다. 그러나 이 자료는 서구인의 자료이므로 국내에서는 5.0cm을 치료의 기준으로 하고 있다.  이 크기의 기준에 도달하지 않더라도 1년내 1cm 또는 6개월에 5mm복부 대동맥의 치료는 크게 고식적인 개복 수술(aneurysm open repair)과 혈관내 치료(endovascular treatment)가 있다.

### 약물 치료
무증상 복부대동맥류의 성장 속도 또는 파열을 줄이는데 효과적인 약물 치료법은 발견되지 않았다. 그러나 혈압과 비만은 평소에 치료해야 한다.

### 수술
수술의 한계점은 수술 후 조리와 지속적인 관리에 있어서 개인마다 현격한 차이가 존재함에 있다. 개인 대동맥의 크기는 다양한 합병증이 존재한다는 증거가 될 수 있기 때문에 수술 위험이 증가되는 요인이다. 그렇기 때문에 크기가 4 cm ~ 5.5 cm 인 경우 외과적인 수술을 지원하지 않는다.

#### 개방 치료
개복 수술은 젊은 환자에게 선택적으로 사용하거나 파열된 동맥류 치료에 이용된다. 대동맥은 수술 중 클램프를 해제되어야 하며, 척수의 복부 기관 및 부분에 혈액이 공급되는 것을 막아야 한다. 핵심 부분을 빠르게 수술하는 것이 필수적이므로 가장 빠른 치료를 용이하게 하기 위해 큰 절개를 내야 할 수 있다. 개방 대동맥 수술 후 회복에는 상당한 시간이 걸린다. 최소한의 치료는 중환자 치료를 위한 며칠간, 병원에서의 1주일간의 치료 및 완전 회복하기 위한 몇 개월의 치료가 있다.

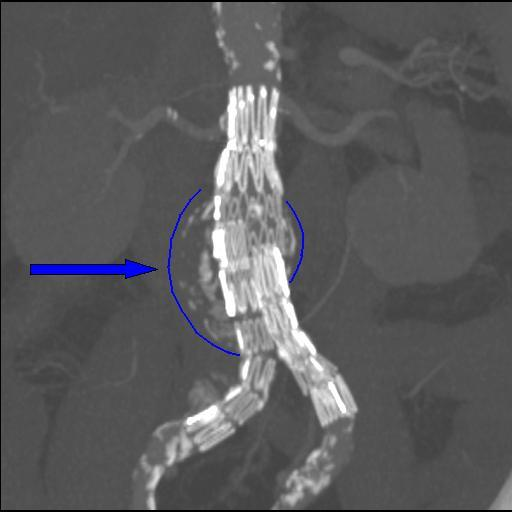
복부대동맥 관상장치, CT 영상, blue

#### 혈관 내 치료
혈관내 치료는 1990년대에 처음 고안되었으며 개복 수술의 대안으로 자리 잡고 있다. 스텐트와 인조혈관을 결합한 기구(stent graft, 스텐트그라프트)를 혈관내에 삽입하여 늘어진 대동맥류부위로 혈류가 직접 접촉하지 않게 하는 방법이다. 대동맥류에 대한 혈관내 치료를 영어로 EndoVascular Aneurysm Repair라 하고 EVAR로 줄여서 사용하고 있다. 일반적으로 나이가 많거나 개복 수술에 적합하지 않은 고 위험 환자에게 적용하였으나 점차 적용범위가 확대되고 있다. 개복 수술보다 주된 이점은 수술 사망률이 적고, 치료후 고통이 적고, 입원기간이 짧으며, 회복이 빠르다는 것이다. 그러나 직접 혈관을 연결해주는 개복 수술과는 달리 스텐트의 힘으로 인조혈관을 대동맥벽에 밀착시켜주는 방식이기 때문에 밀착이 정확하지 않을 경우 혈류가 새어들어 대동맥류가 다시 커질수 있고, 대동맥의 분지를 통해 혈류가 역류해들어와 대동맥이 계속 확장되는 경우도 있다. 또 스텐트그라프트 자체의 손상도 있을 수 있다. 그래서 주기적으로 검사가 필요하고, 장기간 경과하였을 때 스텐트 그라프트에 문제가 발생하는 경우가 많이 있다고 보고되고 있다.  최신 연구에 따르면 EVER 치료는 동맥류 관련 수술 사망률이 낮지만 개방 수술과 비교하여 전반적인 생존율 또는 건강 관련 삶의 질에 어떠한 이점도 제공하지 않는다고 한다.
복부 대동맥류가 파열된 경우는 사망율이 매우 높고 수술하더라도 생명을 구하지 못하는 경우가 많은데 EVAR 치료가 개복 수술보다 사망율이나 합병증이 낮은 것으로 보고되고 있다.

### 파열
복부대동맥류의 대동맥 파열은 병원에도 오지 못하고 사망하는 경우가 많고 병원에 후송되더라도 사망하는 경우가 많다. 즉각적인 외과 수술이 필요하고 수술실로 운반하는 동안 정맥 내 유체의 이동을 제한하고 일정정도의 저혈압을 유지하는 것이 좋다   . 최근에는 개복수술보다 EVAR 치료가 파열된 경우 사망율과 합병증율이 낮다는 보고가 있다.

## 예측 진단
| 복부 대동맥 직경 (cm) | 확장 비율 (cm/yr) | 파열 위험 (%) |
| --------------------- | ----------------- | ------------- |
| 3.0-3.9               | 0.39              | 0             |
| 4.0-4.9               | 0.36              | 0.5-5         |
| 5.0-5.9               | 0.43              | 3-15          |
| 6.0-6.9               | 0.64              | 10-20         |
| >=7.0                 | -                 | 20-50         |

파열 위험을 결정하는 현재 표준은 최대 직경을 기준으로 하지만, 이 임계값(직경 5.5cm 미만)보다 작은 복부 대동맥도 파열될 수 있으며 더 큰 복부대동맥(직경 5.5cm 이상)이 안정적으로 유지 될 수 있다. 즉 최대 직경과 파열 위험은 비례할 뿐 절대적인 판단 기준은 아니다. 하나의 보고서에서 파열된 복부대동맥류의 10-24%가 직경 5cm 미만임을 보여주었다. 부검 보고서에서 검사된 473개의 비치료 복부대동맥류 중 파열이 118 건(13%는 직경 5 cm 미만)이었다. 이 연구는 또한 5cm보다 큰 복부대동맥류의 60%(7.1-10cm 사이 AAA의 54% 포함)가 파열을 경험하지 않았음을 보여준다.
파열 평가의 대체 방법이 최근에 보고되었다. 이러한 접근법의 대부분은 혈액 벽 응력 분포를 측정하기 위해 FEM(공통 공학 기법)을 사용하여 복부대동맥류의 수치 해석을 시행한다. 최근 보고에 따르면 이러한 응력 분포는 최대 직경에 대한 정보라기보다는 복부 대동맥류의 전체 진행 상황과 관련이 있는 것으로 나타났다.
 또한 벽 응력이 벽 강도를 초과 할 때 복부대동맥류가 파열 될 것이기 때문에 벽 응력만으로는 파열 정도를 제어하지 못하는 것으로 알려져 있다. 이러한 점에서, 환자 특정 벽 응력이 환자 특정 벽 강도와 함께 결합되는 경우 파열 평가가 더 정확할 수 있다. 환자 벽 강도를 결정하는 비침습적인 방법이 최근 보고되었다. 이미 파열된 복부 대동맥류의 수술 후 사망률은 40% 이상으로 유지된다. 이는 수십 년 동안 점진적으로 감소한 수치이다. 그러나 복부 대동맥류가 파열되기 전에 외과적으로 수술하면 수술 후 사망률이 약 1-6%로 상당히 낮아진다.